# Инцидент на Деветосептемврийската манифестация през 1950 година
Инцидентът на Деветосептемврийската манифестация през 1950 година е тежко произшествие по време на редовната Деветосептемврийска манифестация в София, България, на 9 септември 1950 година.
Деветосептемврийските манифестации са важен елемент в пропагандата на тоталитарния комунистически режим в България – те отбелязват годишнината от Деветосептемврийския преврат, след който комунистите вземат властта, и трябва да демонстрират масова подкрепа за режима. Манифестацията през 1950 година е особено внимателно организирана заради неотдавнашното утвърждаване на новия диктатор Вълко Червенков и широкото недоволство срещу Колективизацията, дало тласък на Горянското движение. Манифестацията продължава четири часа с участието на 250 хиляди души и военни части, преминаващи от запад на изток пред Мавзолея на Георги Димитров.
Инцидентът става при преминаването на танкова колона през площад „Народно събрание“. По план танковете преминават пред официалната трибуна със скорост 15 km/h, след което ускоряват до 25 km/h, като се стараят да не разкъсват колоната. При достигането на площада командирът на един от танковете установява, че машината се е приближила опасно до предната, и нарежда на водача да намали скоростта. Водачът се опитва да забави, без да преминава на по-ниска предавка, и танкът поднася, удряйки леко постамента на паметника „Цар Освободител“, както и група хора в близост до него. Трима от ударените умират на място, а други седем са тежко ранени и са отведени в болница. Водачът на танка не разбира добре какво се е случило и танковата колона продължава движението си.
При последвалото разследване Държавна сигурност са фокусира върху възможността за политически мотивиран саботаж, но след като установява политическата лоялност на командира и водача на танка, тази хипотеза е изоставена. Отговорността за инцидента е прехвърлена върху жертвите – заради „големия ентусиазъм“ към манифестацията милицията не успява да поддържа достатъчно разстояние между публиката и танковата колона.